# Suisun City
Suisun City é uma cidade localizada no estado americano da Califórnia, no condado de Solano. Foi incorporada em 9 de outubro de 1868.

## Geografia
De acordo com o United States Census Bureau, a cidade tem uma área de 10,8 km², onde 10,6 km² estão cobertos por terra e 0,2 km² por água.

### Localidades na vizinhança
O diagrama seguinte representa as localidades num raio de 24 km ao redor de Suisun City.

## Demografia
Segundo o censo nacional de 2010, a sua população é de 28 111 habitantes e sua densidade populacional é de 2 640,81 hab/km². É a cidade mais densamente povoada do condado de Solano. Possui 9 454 residências, que resulta em uma densidade de 888,13 residências/km².